# Пандава-сена
Пандава-сена (англ. Pandava Sena) — британская молодёжная индуистская организация, основанная Международным обществом сознания Кришны (ИСККОН). Является крупнейшей индийской молодёжной группой в Европе. Занимается организацией и проведением фестивалей, ретритов, дебатов, презентаций, музыкальных концертов и театральных представлений, нацеленных на распространение гаудия-вайшнавизма среди молодёжи.

## История
Пандава-сена возникла в январе 1994 года, с началом среди британских индусов так называемой «кампании по спасению Бхактиведанта-мэнора». Эта кампания была кульминацией десятилетней борьбы ИСККОН и британских индуистов с британскими властями за право продолжать религиозное поклонение в кришнаитской общине Бхактиведанта-мэнор.
16 марта 1994 года Министерство окружающей среды своим указом запретило использовать Бхактиведанта-мэнор как место публичного религиозного культа. Формальной причиной было то, что община в своё время была зарегистрирована не как место публичного религиозного культа, а как теологический колледж.
1 апреля 1995 года Пандава-сена организовала в Лондоне в защиту Бхактиведанта-мэнора крупнейший студенческий марш своего рода, в котором приняли участие более 1000 студентов с разных уголков Великобритании. Под общественным давлением, 10 мая 1995 года (в день индуистского праздника Нрисимха-чатурдаши) британское правительство дало своё разрешение на публичное религиозное поклонение в Бхактиведанта-мэноре, признав огромную роль, которую община играла в жизни британских индуистов.
После успешного завершения кампании Пандава-сена осознали необходимость духовной революции среди британской индуистской молодёжи. Индуистские духовные ценности, учения и практики не были привлекательны для большинства представителей молодого поколения. Имевшийся выбор в этой области был либо неактуальным, либо просто неинтересным и скучным для молодёжи. Стремясь исправить ситуацию, Пандава-сена начали организовывать и проводить нацеленные на молодёжную аудиторию фестивали, ретриты, музыкальные и драматические представления, семинары и различные виды презентаций.

## Цели и структура
Цель Пандава-сены — произвести духовную революцию, распространяя послание сознания Кришны среди молодёжи. Внутри организации существует 5 основных проектов, каждый из которых имеет свою конкретную цель. Проекты названы по именам пяти братьев Пандавов из индуистского эпоса «Махабхараты»:
- Проект Юдхиштхира

Образование в области философии и культуры сознания Кришны.
- Проект Бхима

Сохранение ведических жизненных ценностей и обеспечение духовной перспективы в современных вопросах.
- Проект Арджуна

Распространение сознания Кришны в университетах.
- Проект Накула

Проведение подобных осуществляемой Пандава-сеной мероприятий в других странах.
- Проект Сахадева

Публикация и распространение нацеленных на молодёжную аудиторию вайшнавских печатных, аудио- и видеоматериалов.